# The Ultimate Sin
The Ultimate Sin (с англ. — «Последний грех») — четвёртый студийный альбом британского рок-музыканта Оззи Осборна, который был выпущен 22 февраля 1986 года, ремастерирован и переиздан 22 августа 1995 года. В записи альбома участвовал Джейк И. Ли (бывший гитарист Mickey Ratt, Rough Cutt и Dio). Это единственный альбом Осборна с участием бас-гитариста Фила Суссан, написавшего британский хит-сингл под названием «Shot in the Dark», а также это первый альбом с участием барабанщика Рэнди Кастилло. Тексты песен в основном были написаны бывшим бас-гитаристом, Бобом Дэйсли, который ещё и присутствовал на ранних сессиях записи альбома. Дэйсли, однако, покинул группу в результате творческих разногласий с Оззи, который вскоре решил нанять Суссана. В оригинальном издании 1986 года он также не был отмечен в качестве соавтора альбома, что, правда, позднее было исправлено на последующих изданиях.
Рабочим названием диска было «Killer of Giants» (по песне с таким же названием) но Осборн в самый последний момент решил переименовать его на «The Ultimate Sin».
В момент выпуска The Ultimate Sin был альбомом Осборна, занимавшим наивысшие позиции в чартах. Американская ассоциация RIAA присвоила альбому сначала платиновый статус (14 апреля 1986 года, немногим позже после релиза), а потом статус дважды платинового альбома (26 октября 1994 года).

## Конфликт с Филом Суссаном
Несмотря на то, что альбом  был одним из самых успешных сольных альбомов Осборна, он стал единственным альбомом который не был переиздан в 2002 году. Хотя официальная причина не была указана, ходили слухи о юридической борьбе с басистом и автором песен Филом Суссаном, а именно из-за его песни «Shot in the Dark». На переизданном на компакт-диске в 1995 года альбоме в песне отсутствуют четыре такта музыки между первым припевом и вторым куплетом, которые есть на оригинальных компакт-дисках, виниловых копиях и кассетах.

## Список композиций
Все песни были написаны Оззи Осборном, Джейком И. Ли и Бобом Дэйсли, кроме Shot in the Dark — авторства Осборн/Сусанн.
| №                   | Название                 | Длительность |
| ------------------- | ------------------------ | ------------ |
| 1.                  | «The Ultimate Sin»       | 3:45         |
| 2.                  | «Secret Loser»           | 4:08         |
| 3.                  | «Never Know Why»         | 4:27         |
| 4.                  | «Thank God for the Bomb» | 3:53         |
| 5.                  | «Never»                  | 4:17         |
| 6.                  | «Lightning Strikes»      | 5:16         |
| 7.                  | «Killer of Giants»       | 5:41         |
| 8.                  | «Fool Like You»          | 5:18         |
| 9.                  | «Shot in the Dark»       | 4:16         |
| Общая длительность: | Общая длительность:      | 40:59        |

## Участники записи
- Оззи Осборн — вокал
- Джейк И. Ли — гитара
- Фил Суссан — бас-гитара
- Рэнди Кастилло — ударные

### Приглашённые музыканты
- Майк Моран — клавишные

Технический персонал
- Рон Невисон — продюсер, звукоинженер;
- Мартин Уайт — ассистент звукоинженера.

## Позиции в чартах
Рейтинг альбома по версии Billboard (Северная Америка):

| Год  | Чарт          | Позиция |
| ---- | ------------- | ------- |
| 1986 | Billboard 200 | 6       |

| Чарт (1986)                        | Позиция |
| ---------------------------------- | ------- |
| США (Billboard Top Popular Albums) | 30      |

Рейтинг синглов по версии Billboard (Северная Америка):
| Год  | Сингл               | Chart                  | Позиция |
| ---- | ------------------- | ---------------------- | ------- |
| 1986 | «Shot in the Dark»  | Billboard Hot 100      | 68      |
| 1986 | "Shot in the Dark " | Mainstream Rock Tracks | 10      |

## Итоги продаж
| Дата             | Статус          | Общее количество продаж |
| ---------------- | --------------- | ----------------------- |
| 14 апреля, 1986  | Золото          | 500 000                 |
| 14 апреля, 1986  | Платина         | 1 000 000               |
| 26 октября, 1994 | Двойная платина | 2 000 000               |

| Дата           | Статус  | Общее количество продаж |
| -------------- | ------- | ----------------------- |
| 9 апреля, 1986 | Серебро | 60 000                  |

| Дата            | Статус  | Общее количество продаж |
| --------------- | ------- | ----------------------- |
| 30 апреля, 1986 | Золото  | 50 000                  |
| 27 июня, 1986   | Платина | 100 000                 |